# ルドルフ・バックホイゼン
ルドルフ・バックホイゼン（Ludolf Bakhuizen、1630年12月28日 - 1708年11月7/8日）は、アムステルダムで働いた画家、能書家、版画家である。海洋画を描いた。

## 略歴
オランダ国境に近い現在のドイツのエムデンに生まれた。エムデンは、エムス川河口の港湾都市であった。役人の息子で、エムデンで古典語とカリグラフィー（能書術）を学び、1649年にアムステルダムに移り、有名な商人のバルトロッティ家(Huis Bartolotti)で事務員及び司書として働き始めた。カリグラフィーの技術で注目され、海洋画家のウィレム・ファン・デ・フェルデ(Willem van de Velde de Oude:c.1610–1693)に影響を受けてペン画で、港の船の絵を描き始めた。油絵の技術を学び、おそらく、ヘンドリク・デュベルス(Hendrick Dubbels: 1621-1707)の弟子になり、海洋画家アラールト・ファン・エーフェルディンヘン(1621-1675)の元で働き、海洋画家として国外でも知られるようになった。
1662年にホールンで1年ほど暮らした後 、1863年にアムステルダムの聖ルカ組合の会員となった。1666年にアムステルダム市からフランスの大臣に贈る絵画として注文を受け、現在はルーブル美術館に収蔵されている『エイ湾に船のあるアムステルダムの眺め』を描いた。1671年にウィレム・ファン・デ・フェルデ親子がイギリスに移った後、アムステルダムで最も重要な海洋画家とみなされた。トスカーナ大公コジモ3世やロシア皇帝ピョートル1世もバックホイゼンの工房を訪れた。

## 作品

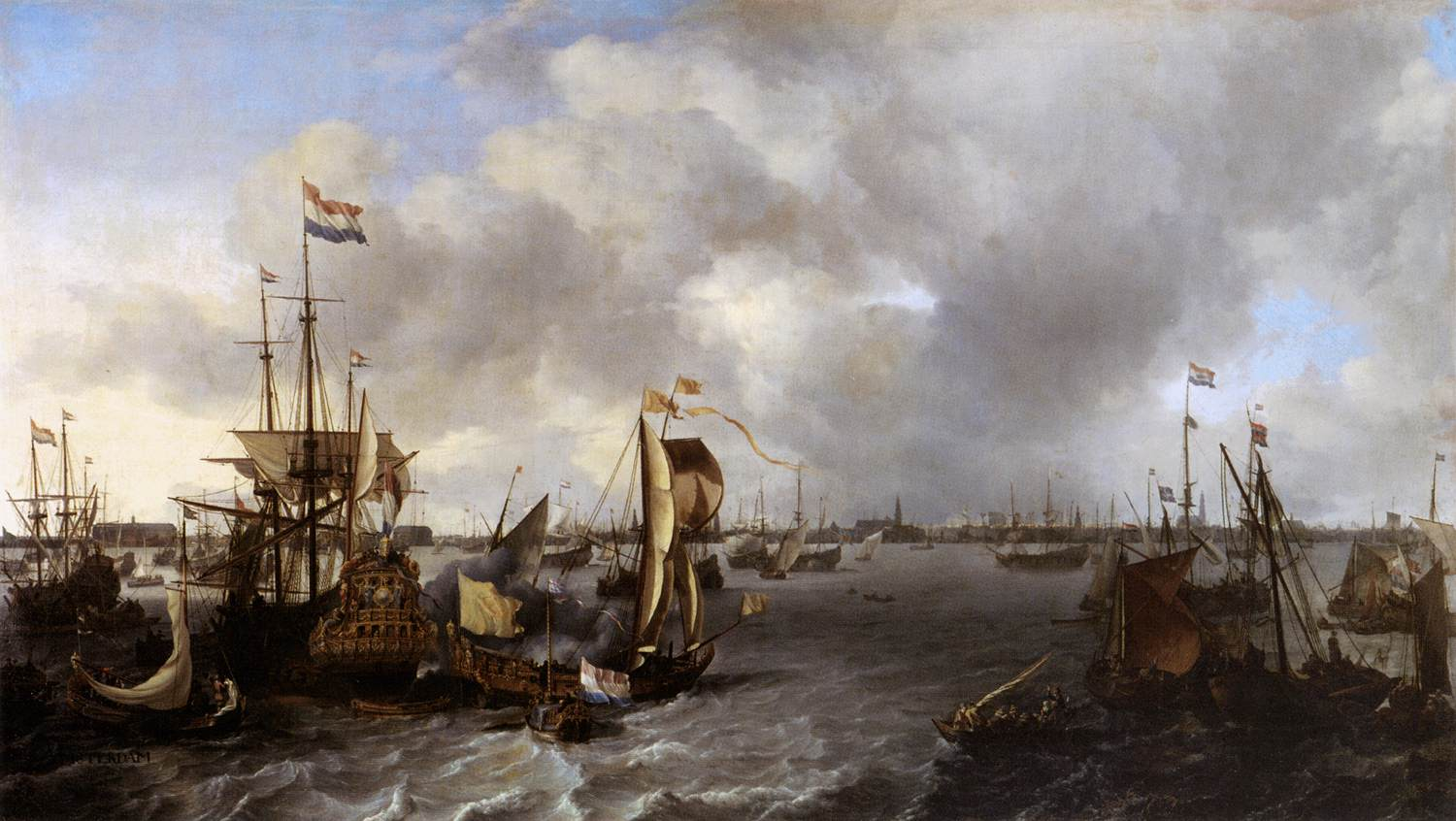
『エイ湾に船のあるアムステルダムの眺め』(1666) ルーブル美術館蔵
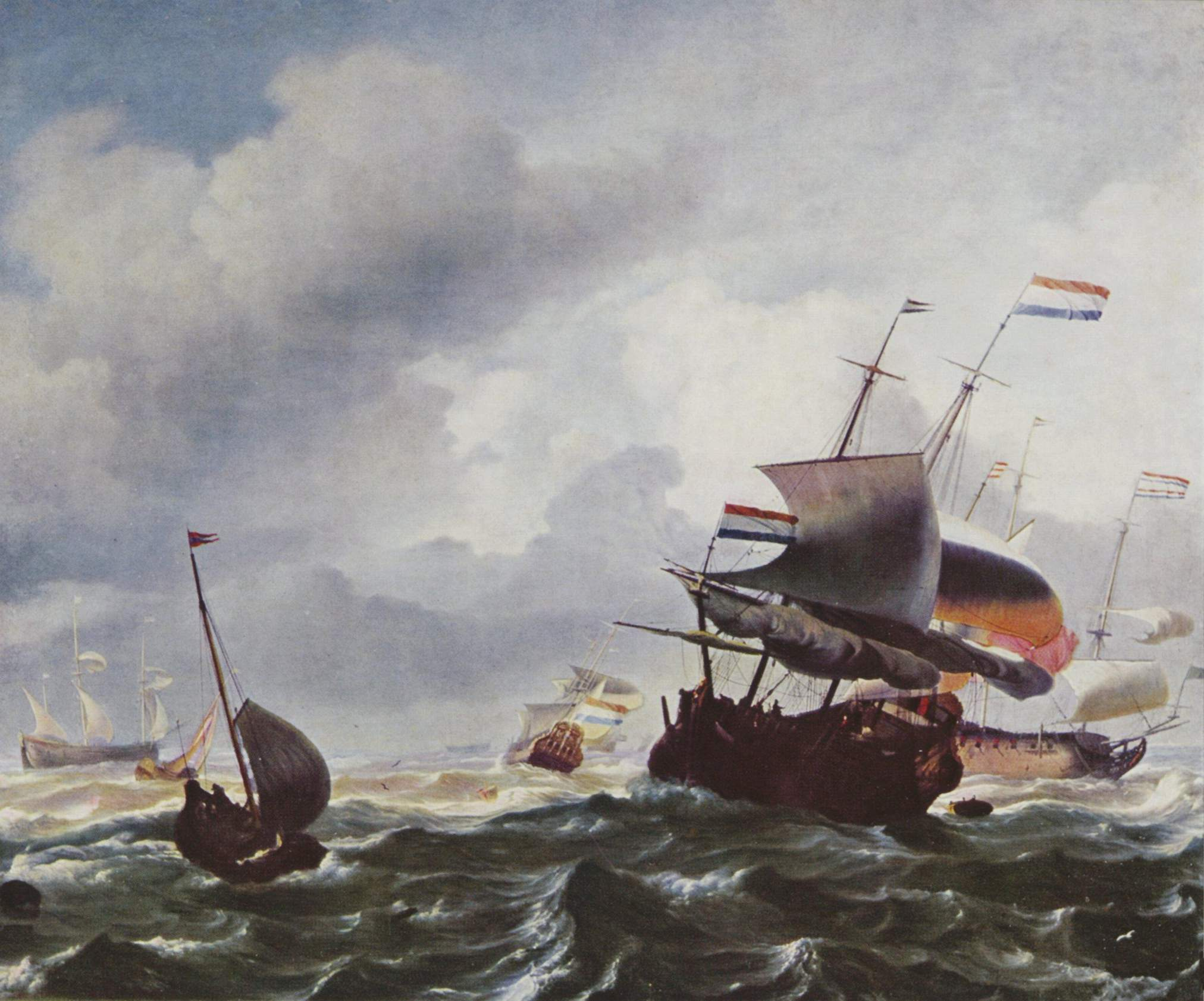
嵐の中の船(1667) ピッティ宮殿蔵
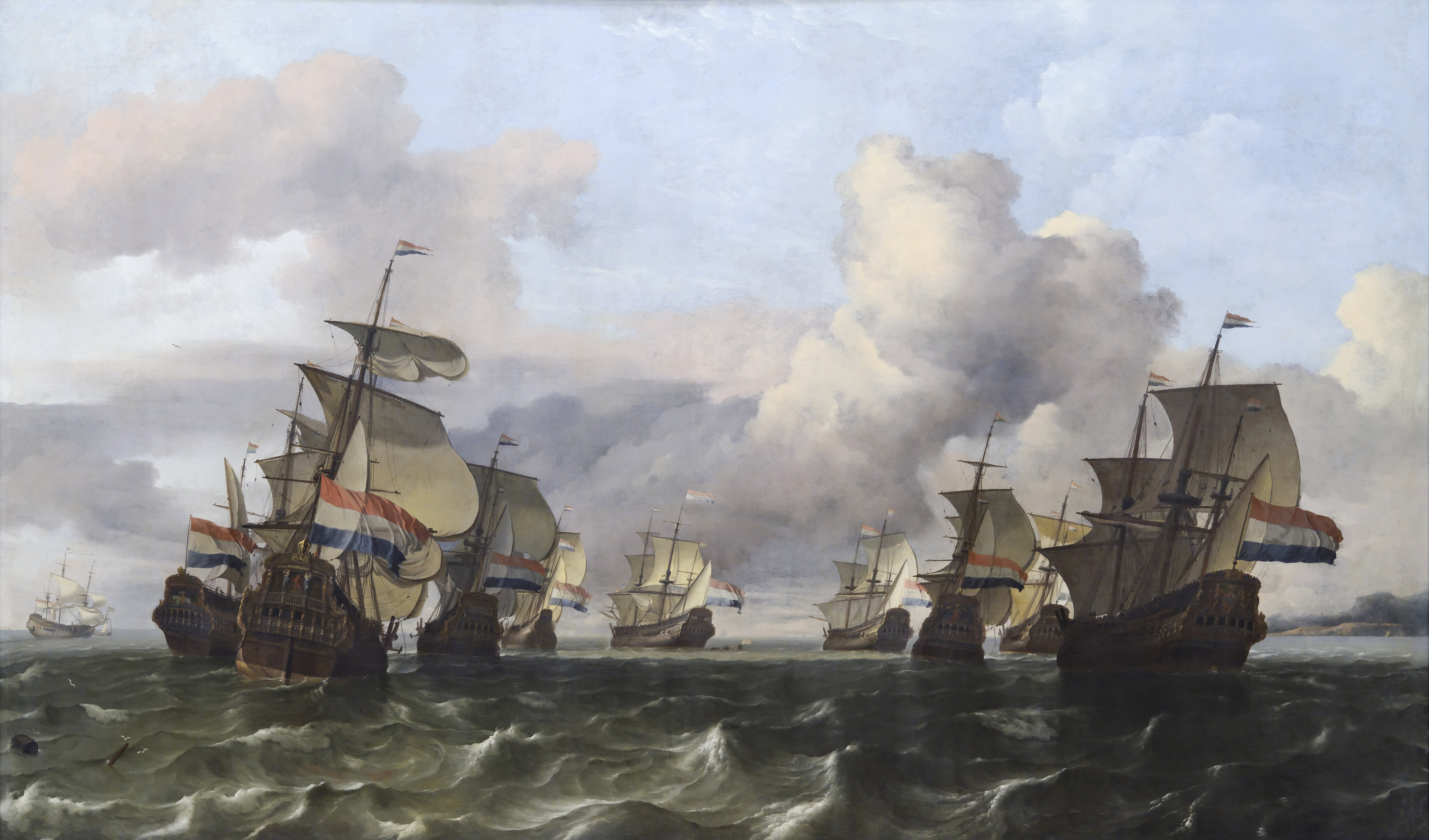
オランダ東インド会社の艦隊(1677) ルーブル美術館蔵
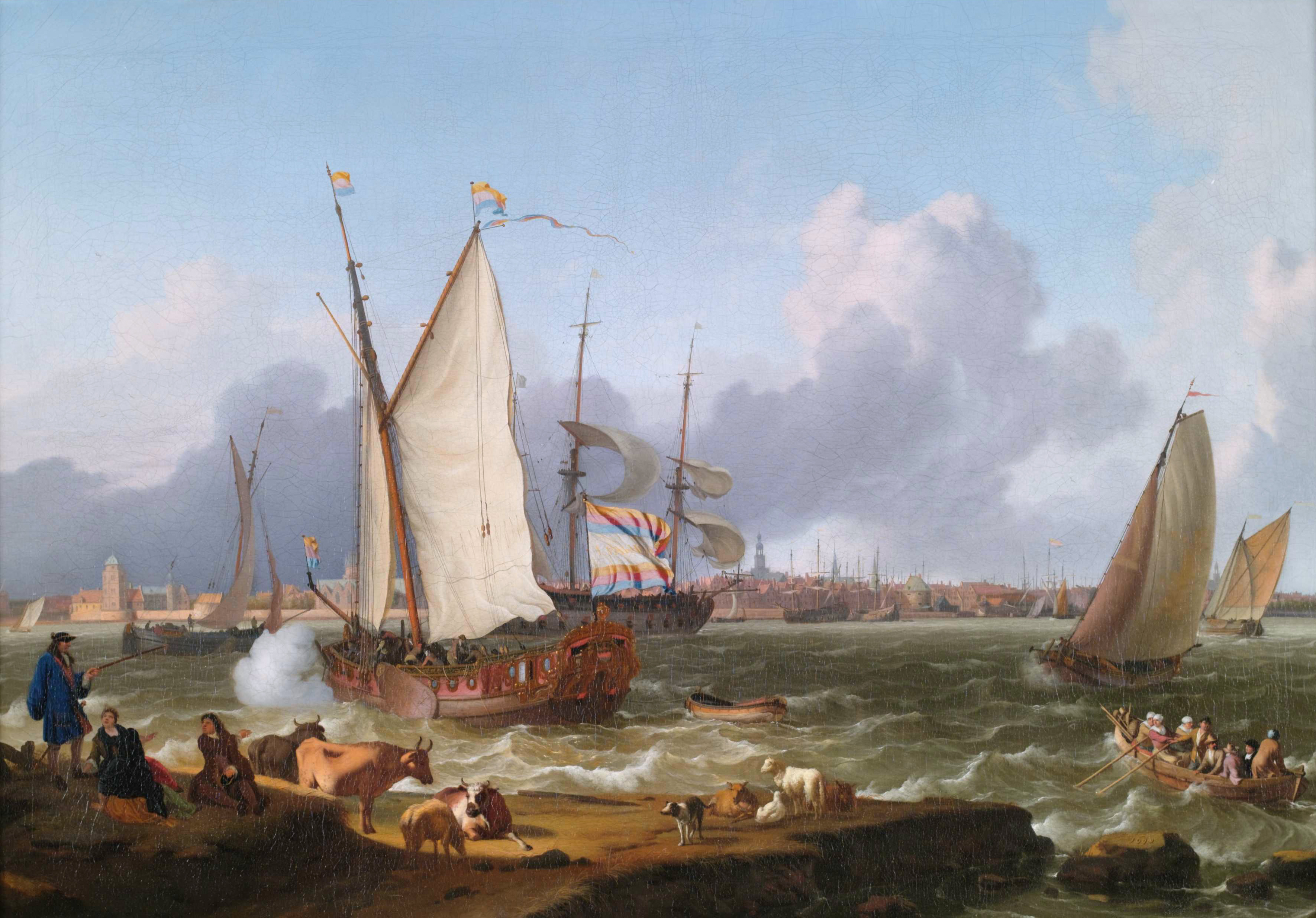
エムデンのオランダ船
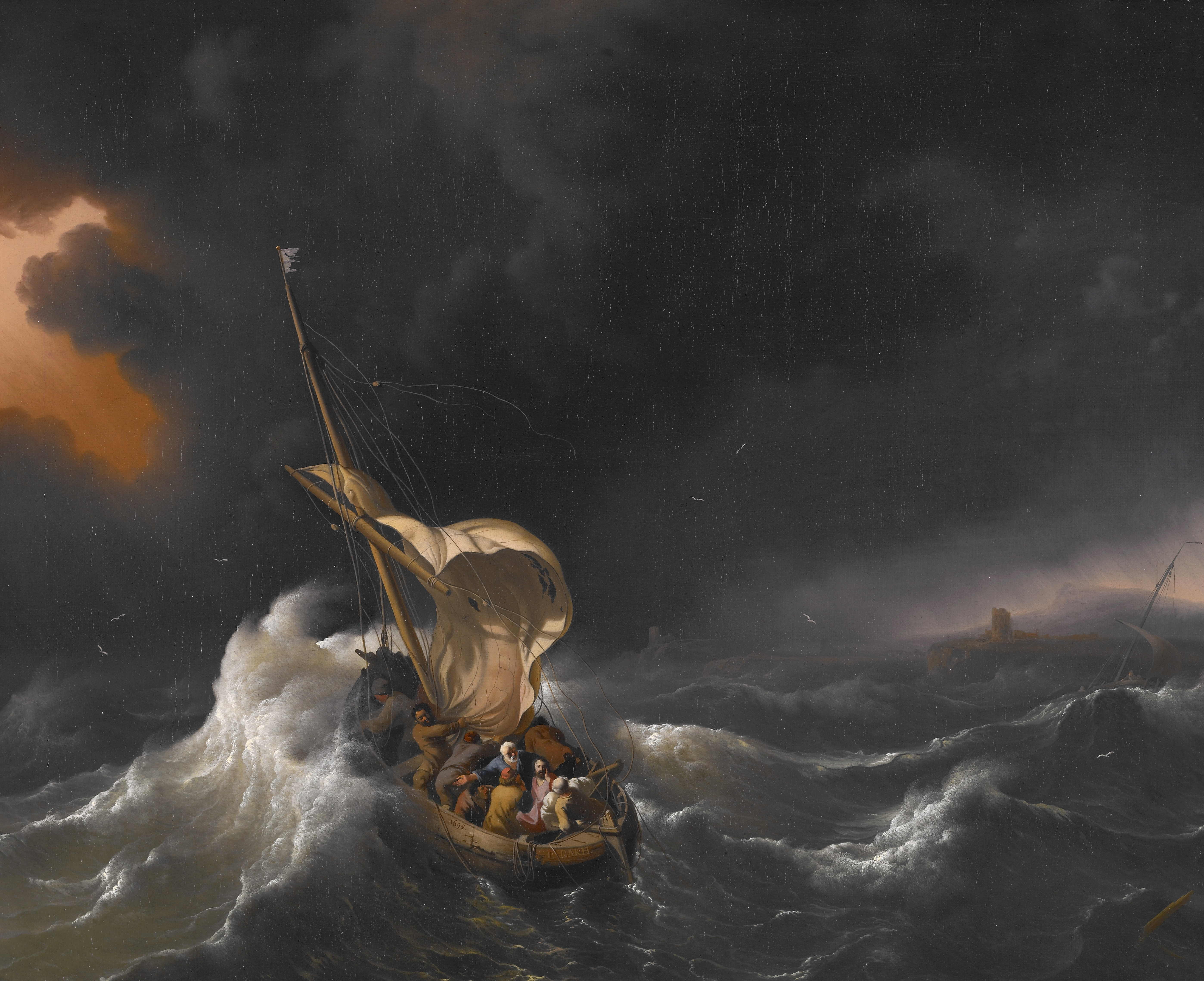
嵐のガラリア海のキリスト(1696) インディアナポリス美術館蔵
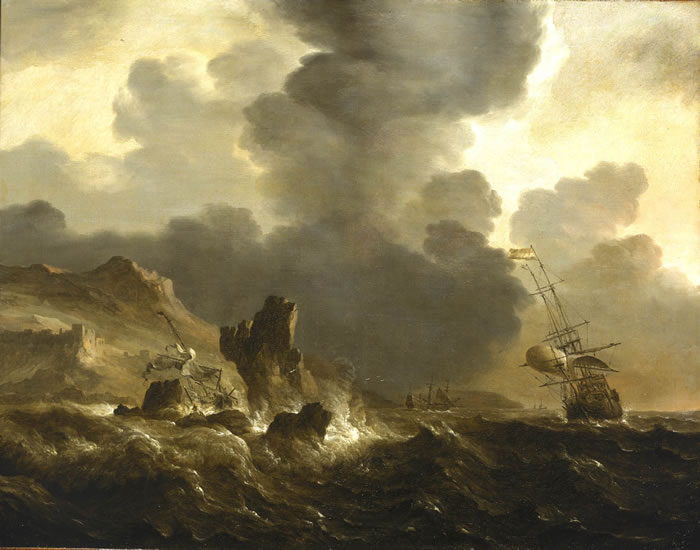
岩礁で難破したオランダ船(c.1660) イギリス海事博物館蔵
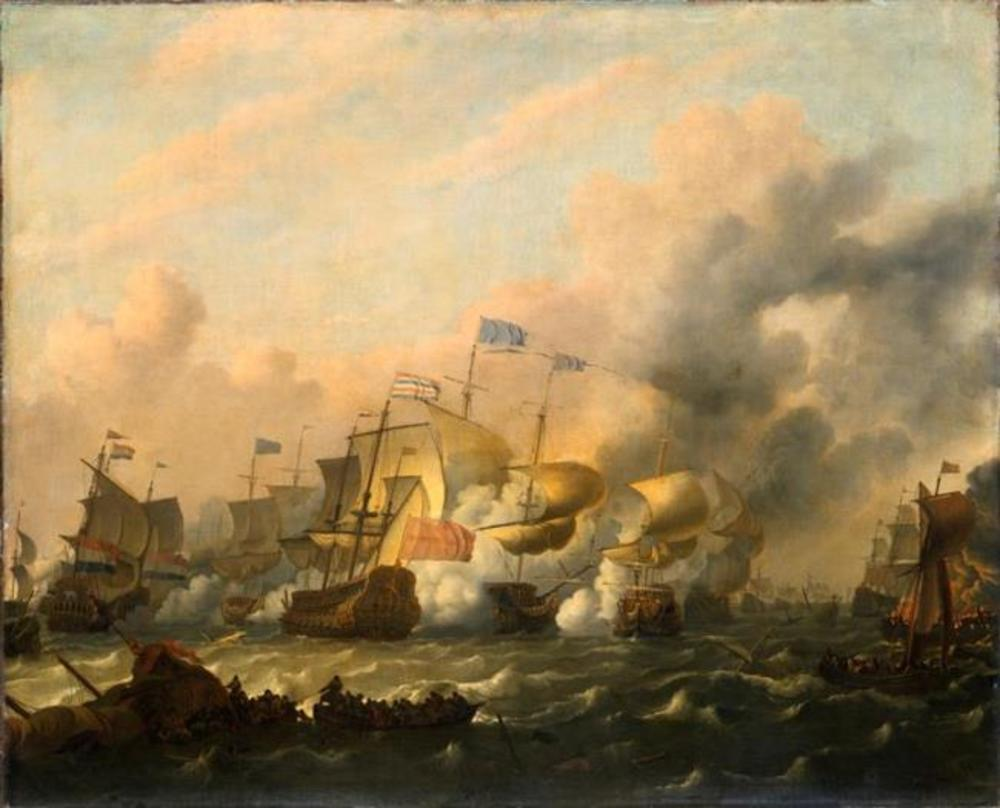
『オランダとイングランドの海戦』(1673年以降) アルテ・マイスター絵画館 (ドレスデン) 蔵